# حرف الزواحي (بعدان)

تعديل مصدري - تعديل

حرف الزواحي هي إحدى قرى عزلة الحرث بمديرية بعدان التابعة لمحافظة إب، بلغ تعداد سكانها 359 نسمة حسب تعداد اليمن لعام 2004.